# هگزافلوئورو-۲-پروپانول
هگزافلوئورو-۲-پروپانول (به انگلیسی: Hexafluoro-2-propanol) با فرمول شیمیایی C۳H۲F۶O یک ترکیب شیمیایی با شناسه پاب‌کم ۱۳۵۲۹ است. که جرم مولی آن ۱۶۸٫۰۵ g/mol می‌باشد. شکل ظاهری این ترکیب، مایع بی‌رنگ است.